# ولفينشتاين (لعبة فيديو 2009)
ولفينشتاين (بالإنجليزية:Wolfenstein) ، هي لعبة إلكترونية من نوع الرعب وخيال علمي عسكري، أنتجت من قبل أكتيفجن سنة 2009 ، وتدور القصة حول الجاسوس الأمريكي للبحث عن آخر التكنلوجيا التي يصنعها النازيون خلال فترة الرايخ الثالث في زمن الحرب العالمية الثانية.

## وصلات خارجية
- ولفينشتاين على موقع IMDb (الإنجليزية)

- Wolfenstein على موبي غيمز